# Atlanta Hawks 2014-2015
La stagione 2014-15 degli Atlanta Hawks fu la 66ª nella NBA per la franchigia.
Gli Atlanta Hawks vinsero la Southeast Division della Eastern Conference con un record di 60-22. Nei play-off vinsero il primo turno con i Brooklyn Nets (4-2), la semifinale di conference con i Washington Wizards (4-2), perdendo poi la finale di conference con i Cleveland Cavaliers (4-0).

## Scelta draft
| Giro | Chiamata | Giocatore      | Ruolo | Nazionalità | College/Club |
| ---- | -------- | -------------- | ----- | ----------- | ------------ |
| 1    | 15       | Adreian Payne  | AG    | Stati Uniti | MSU Spartans |
| 2    | 43       | Walter Tavares | C     | Capo Verde  | Gran Canaria |

## Roster
| N° | Naz.                          | Ruolo | Sportivo        | Anno | Alt. | Peso \|\| |
| -- | ----------------------------- | ----- | --------------- | ---- | ---- | --------- |
| 0  | Stati Uniti (bandiera)        | G     | Jeff Teague     | 1988 | 188  | 82        |
| 3  | Stati Uniti (bandiera)        | A     | Austin Daye     | 1988 | 211  | 91        |
| 4  | Stati Uniti (bandiera)        | A     | Paul Millsap    | 1985 | 203  | 111       |
| 5  | Stati Uniti (bandiera)        | A     | DeMarre Carroll | 1986 | 203  | 96        |
| 6  | Macedonia del Nord (bandiera) | A     | Pero Antić      | 1982 | 211  | 118       |
| 7  | Stati Uniti (bandiera)        | A     | Elton Brand     | 1979 | 206  | 115       |
| 8  | Stati Uniti (bandiera)        | G     | Shelvin Mack    | 1989 | 191  | 98        |
| 12 | Stati Uniti (bandiera)        | G     | John Jenkins    | 1991 | 193  | 100       |
| 15 | Rep. Dominicana (bandiera)    | C     | Al Horford      | 1986 | 208  | 111       |
| 17 | Germania (bandiera)           | G     | Dennis Schröder | 1993 | 185  | 76        |
| 24 | Stati Uniti (bandiera)        | G     | Kent Bazemore   | 1989 | 196  | 91        |
| 25 | Svizzera (bandiera)           | GA    | Thabo Sefolosha | 1984 | 201  | 98        |
| 26 | Stati Uniti (bandiera)        | GA    | Kyle Korver     | 1981 | 201  | 96        |
| 31 | Stati Uniti (bandiera)        | C     | Mike Muscala    | 1991 | 211  | 108       |
| 32 | Stati Uniti (bandiera)        | A     | Mike Scott      | 1988 | 203  | 108       |
| 33 | Stati Uniti (bandiera)        | A     | Adreian Payne   | 1991 | 208  | 111       |

### Staff tecnico
- Allenatore: Mike Budenholzer
- Vice-allenatori: Kenny Atkinson, Darvin Ham, Taylor Jenkins, Charles Lee, Neven Spahija, Ben Sullivan
- Vice-allenatore per lo sviluppo dei giocatori: Pete Radulovic
- Preparatore fisico: Jeff Watkinson
- Preparatore atletico: Wally Blase